# Jean de Vaugelas
Jean Vincent de Vaugelas plus connu sous le nom Jean de Vaugelas né le 2 janvier 1913 à Paris et mort le 13 février 1950 à Mendoza (Argentine), est un militaire français, cadre de la Milice française, et officier (Sturmbannführer) de la Waffen-SS.

## Biographie

### Origines familiales, études
Jean de Vaugelas est né le 2 janvier 1913 à Paris. Il est issu d'une famille du Lyonnais, les Vincent 
de Vaugelas, anoblis par une charge de secrétaire du roi (1761-1769) et qu'il ne faut pas confondre avec les Favre de Vaugelas d'origine savoyarde.
Il est un ancien élève de l'École militaire de l'air. Il est promu sous-lieutenant de réserve en 1939 mais ne joue qu'un rôle administratif durant la campagne de France.

### Sa carrière militaire durant la seconde guerre mondiale
Lors de la Seconde Guerre mondiale, il combat avec le grade de lieutenant dans une escadrille combattante. Après avoir servi dans les Chantiers de la jeunesse française, il intègre la Milice française dans les premiers jours en même temps que ses deux frères qu'il entraîne. Il est d'abord chef régional de la Milice à Marseille puis directeur de l'école des cadres d'Uriage après le limogeage de Du Vair, en octobre 1943.
Après avoir été chef régional de la Milice à Marseille, il est impliqué en février 1944 dans la réduction du maquis des Glières, cité pour ce succès à l'ordre de la nation, le 6 juillet 1944. Entretemps, il a été nommé le 8 avril 1944 directeur du maintien de l'ordre pour la région de Limoges par Joseph Darnand il aura autorité sur le Groupe mobile de réserve et de la gendarmerie. Il sera aussi en liaison étroite avec les services allemands de l’Abwehr et du SD qui sont installés dans une villa à l’angle de l’impasse Tivoli et du cours Gay-Lussac face au Champ de Juillet tout près de la Gare de Limoges-Bénédictins et sont dirigés par les officiers August Meier et Erich Bartels. Avec Vaugelas et Jean Filiol, ils mèneront une répression contre le Maquis du Limousin. Vaugelas sera d'ailleurs sommé par le général Heinz Lammerding commandant la 2e division SS Das Reich qui doit rejoindre au plus vite la Normandie de mettre quatre miliciens à disposition des SS pour les aider à « préparer une opération en cours d’organisation dans la région de Saint-Junien » qui sera de fait le Massacre d'Oradour-sur-Glane par Adolf Diekmann et des subordonnés Otto-Erich Kahn et Heinz Barth après la disparition du major Helmut Kämpfe capturé par les hommes de Jean Canou appartenant au maquis de Guingouin au environs de Sauviat-sur-Vige à Moissannes pour rappeler les faits de cette capture il existe un monolithe fait par l'artiste Sanfourche, depuis 1986. Jean de Vaugelas est remplacé à son poste par Émile Raybaud. Le 16 août 1944, Jean de Vaugelas dirige un convoi de familles de miliciens, de blessés, d'agents ayant collaborer avec la Gestapo, de truands, de prostituées et de francs-gardes fuyant l'arrivée des forces de Libération notamment les FFI de Georges Guingouin qui encerclent Limoges.
La libération de la ville à lieu le 21 août 1944, après des négociations pour obtenir la reddition. Le général Gleiniger chef des troupes d'occupation à Limoges n'est pas en position de force et désobéit aux ordres du chancelier Adolf Hitler.
Dans les bagages du convoi Vaugelas, plusieurs millions de francs prélevés au passage et destinés à financer la folle cavale. Ce convoi de 95 véhicules de tout type traverse Bourganeuf le 19, Guéret le 23 puis Montluçon, Moulins Dijon et Belfort quelques jours après pour arriver en Allemagne. 
Vaugelas intègre en novembre 1944 avec plus de 1800 miliciens repliés en Allemagne, la Division SS Charlemagne en cours de formation à Wildflecken. Incorporé au grade SS de Hauptsturmführer, Vaugelas est promu en février 1945 Sturmbannführer. Lors de la montée au front en février 1945, il occupe le poste de chef d'état-major de la division, secondant ainsi Edgar Puaud.
Faisant une partie de la bataille de Poméranie à cheval, Vaugelas est capturé par les Soviétiques peu après le massacre du régiment de réserve[Lequel ?] à Belgard le 5 mars 1945. Il est emprisonné au camp de Posen avec d'autres officiers SS français, la cour de justice de la Haute-Vienne l'ayant condamné à mort par contumace en 1945.
Lors du transfert qui les rapatrie en 1946 vers la France, Jean de Vaugelas et Jean Bassompierre s'échappent du convoi pour atteindre l'Italie. Nantis d'un unique passeport de la Croix-Rouge, c'est le privilège du grade qui permet à Jean de Vaugelas d'échapper à la justice. Il rejoint Buenos Aires et l'Argentine en 1948 où il fonde avec René Fayard, ancien officier de la Division Charlemagne, les Caves Franco-Argentines, dont il est devenu administrateur.
le 2 mai 1950, Il est victime d'un accident de voiture près de Mendoza, et décède peu après à l'hôpital de ses blessures,.

## Anecdotes
- Un de ses frères, Henri de Vaugelas, servit en Poméranie au sein de la Division Charlemagne, avec un grade inférieur (Standarten-Junker).